# Ocypus ponomarevorum
Ocypus ponomarevorum – gatunek chrząszcza z rodziny kusakowatych.
Gatunek ten opisany został w 2013 roku przez Edwarda A. Chaczikowa.
Ciało długości około 14 mm, błyszczące, ciemne (prawie czarne) z żółtobrązowymi odnóżami, czułkami i głaszczkami oraz brązowymi pokrywami. Głowa nieco poprzeczna, umiarkowanie gęsto punktowana. Skronie najwyżej półtora raza dłuższe niż średnica oka. Przedplecze punktowane jak głowa, wyraźnie dłuższe niż szersze, o przednich kątach dobrze zaznaczonych, tylnych zaś szeroko zaokrąglonych. Punktowanie pokryw i odwłoka rzadsze niż na głowie i przedpleczu. Skrzydła tylne szczątkowe. Narządy rozrodcze samca o paramerach płatowato wierzchołkowo rozszerzonych, a endophallusie podzielonym na trzy phallomery. Bliższy ma na brzusznej stronie dwie wyposażone w kolce, asymetryczne komory, a po bokach dwie mniejsze komory boczne. Środkowy ma jedną brzuszno-środkową komorę z płaskimi kolcami a z wierzchu wyposażony jest w szczoteczkowaty titillator. Narządy samic z poprzecznym, odsiebnie zaokrąglonym, dosiebnie pokrytym włoskami proktovaginusem i prawie owalną vaginolaminą.
Kusak znany tylko z obwodu rostowskiego w Rosji.